# Diastematik
Nach dem Brockhaus Riemann Musiklexikon bezeichnet Diastematik „... die Eigenart einer Notenschrift, Tonabstände nach Höhe und Tiefe anzugeben.“
Michael Beiche schreibt in einem Artikel, veröffentlicht über das Staatliche Institut für Musikforschung, Berlin, διάστημα figuriere „... seit dem 4. vorchristlichen Jh. in der griechischen Musiktheorie als Fachterminus für das musikalische Intervall.“
Auch verschiedene Wörterbücher Griechisch-Deutsch (z. B. Pons Online Wörterbuch) bieten für διάστημα die Übersetzung „Intervall“ an, also den Tonhöhenabstand zwischen zwei gleichzeitig oder nacheinander erklingenden Tönen.
Der Gregorianische Choral unterscheidet zwischen diastematischen (Tonhöhen anzeigende) und adiastematischen (Tonhöhen nicht anzeigende) Neumen.
Die moderne Musikwissenschaft verwendet den Begriff Diastematik gerne als Synonym für den Verlauf einer Melodie, z. B. Marc Lewon in seiner Magisterarbeit oder Hartmut Schick in einem Vortrag auf dem International Musicological Congress in Dobis.